# Lausitzergebergte

Blik op het Lausitzergebergte bij Rynoltice

Het Lausitzergebergte (Tsjechisch: Lužické hory, Pools: Góry Łużyckie, Duits: Lausitzer Gebirge) is een onderdeel van het gebergte de Westelijke Sudeten, aan de zuidoostelijke grens van Duitsland met Tsjechië. Het Lausitzergebergte is een voortzetting van het Ertsgebergte ten westen van het Elbedal. Het Zittauer Gebergte is een aanduiding voor het noordelijke, in Duitsland gelegen deel van het Lausitzergebergte.

## Geografie
Het gebergte maakt deel uit van de westelijkste uitlopers van de Sudeten, die zich uitstrekken langs de grens van de historische regio Silezië in het noorden met Bohemen en Moravië in het zuiden tot aan de Moravische Poort in het oosten alwaar de Sudeten overgaan in de Karpaten. De noordwestelijke heuvels van het Lausitzergebergte worden het Lausitzer Bergland genoemd (Tsjechisch: Šluknovská pahorkatina). In het zuidwesten grenst het Lausitzergebergte aan het Boheems Middelgebergte.
Het Lausitzergebergte bestaat hoofdzakelijk uit rotsen van zandsteensediment op een precambrisch kristallijn moedergesteente. De noordelijke bergkam wordt gekenmerkt door de Lausitzer Breuk, een geologische discontinue zone die een scheiding vormt tussen het Boheemse zandsteen en het Lausitzer granodioriet. Tijdens het Tertiair braken magmastromen door de zandsteenlaag en stolden tot basalt en fonoliet. Op diverse plekken waar zandsteen in contact kwam met magma, ontstonden er kolommen en andere opmerkelijke rotsformaties.
Zowel het Duitse (Natuurpark Zittauer Gebergte) als het Tsjechische deel (Natuurpark Lausitzergebergte of ChKO Lužické hory) zijn thans beschermde gebieden volgens IUCN-richtlijnen.

## Pieken
De hoogste bergen in het Lausitzergebergte zijn:
- Lausche (Luž), 793 m
- Pěnkavčí vrch (Finkenkoppe), 792 m
- Jedlová (Tannenberg), 774 m
- Klíč (Kleis), 760 m
- Hochwald (Hvozd), 750 m
- Studenec (Kaltenberg), 736 m
- Stožec (Großer Schöber), 665 m
- Jezevčí vrch (Limberg), 665 m
- Střední vrch (Mittenberg), 593 m
- Malý Stožec (Kleiner Schöber) 659 m
- Zlatý vrch (Goldberg), 657 m
- Chřibský vrch (Himpelberg), 621 m
- Sokol (Falkenberg), 592 m
- Töpfer, 582 m
- Popova skála (Pfaffenstein), 565 m
- Ortel (Ortelsberg), 554 m
- Zámecký vrch (Schlossberg), 530 m
- Oybin, 514 m